# سلاح الجو الملكي النسائي

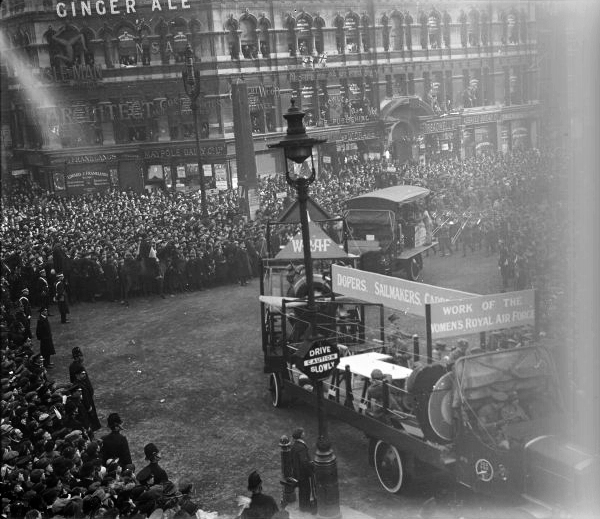
سلاح الجو الملكي البريطاني في موكب في لندن في نهاية الحرب العالمية الأولى، 1918

سلاح الجو الملكي النسائي (WRAF ) هو الفرع النسائي لسلاح الجو الملكي البريطاني. تشكلت القوات خلال فترتين زمنيتين مختلفتين الأولى من 1918- 1920 والثانية من 1949- 1994.

## التاريخ

### الحقبة الأولى
تم تأسيس سلاح الجو الملكي النسائي للمرة الأولى في عام 1918 كمنظمة مساعدة للقوات الجوية الملكية بغرض توفير ميكانيكيات نساء من أجل تحرير الرجال للخدمة في الحرب العالمية الأولى. لكن مع إقبال النساء الكبير تم فتح باب التطوع لشغل وظائف أخرى مثل كقيادة السيارات وتلبية احتياجات الجيش وقت الحرب.

#### الانحلال
تم حل القوات للمرة الأولى في عام 1920. كان يعتقد أن الباقية الوحيدة من تلك الحقبة هي غلاديس باورز، التي توفيت عام 2008. لكن تم العثور على فلورنس غرين التي توفيت في فبراير 2012 لتكون هي آخر من بقى في تلك الحقبة.

### الحقبة الثانية
تم إحياء الاسم مرة أخرى في 1 فبراير 1949 عندما تغير اسم القوات الجوية النسائية المساعدة (تأسست عام 1939) إلى سلاح الجو الملكي النسائي. مع مرور العقود نمت كلا القوتين بصورة واضحة مع زيادة الوظائف التي فتحت أمام النساء. في عام 1994، تم دمج الخدمتين بشكل رسمي معلنة بذلك عن بداية الاندماج الكامل للنساء في القوات البريطانية ونهاية سلاح الجو الملكي النسائي.

#### الانحلال
تم حل الفرقة المركزية للقوات للمرة الثانية، إحدى فرقتي القوات المسلحة البريطانية في عام 1972. تم نقل بعض موسيقي الفرقة إلى سلاح الجيش الملكي للمرأة.

## القوة
كانت القوة المستهدفة في أغسطس 1918 ما يقرب من 90,000 شخص. لكن لم يتجاوز العدد في التجسد الأول حاجز 25,000 فرد حيث وصل عدد القوات إلى 15,433 فرد تقريبا منهم 5000 مجند و10,000 سائق.

## المستودعات
في عام 1918، تم اختيار كلا من كلية هاندورث في غلاسكو ومقر قوات سلاح الجو الملكي في يورك لتكون مستودعات القوات الجوية النسائية.

## الرتبة
استخدم الضباط نظام رتب مختلف عن رتب RAF القياسية حتى عام 1968.
| رتب سلاح الجو الملكي | الرتبة الموازية    |
| ضابط طيار            | ضابط طيار          |
| ضابط طيران           | ضابط طيران         |
| ضابط طيران           | ملازم طيار         |
| ضابط سرب             | قائد سرب           |
| ضابط الجناح          | قائد الجناح        |
| ضابط المجموعة        | قائد المجموعة      |
| القائد الجوي         | العميد الجوي       |
| قائد القوات الجوية   | نائب المرشال الجوي |

تم تقديم هذه الرتب في عام 1949. تم استخدام رتب مختلفة خلال الحرب العالمية الأولى.

## قائمة القادة
- جيرترود كراوفورد، عام 1918
- فوليت دوغلاس بينانت، في الفترة من مايو 1918 - سبتمبر 1918
- هيلين جوين فوجان، من سبتمبر 1918-1920

## قائمة المديرين
- القائد الجوي السيدة فيليسيتي هانبري، في الفترة ما بين 1949-1950
- القائد الجوي السيدة نانسي سالمون، في الفترة ما بين 1950-1956
- القائد الجوي السيدة هنريتا بارنيت، في الفترة ما بين 1956-1959
- القائد الجوي سيدة آن ستيفنز، في الفترة ما بين 1959-1962
- القائد الجوي السيدة جان كونان دويل، في الفترة ما بين 1962-1966
- عميد جوي فيليسيتي هيل، في الفترة ما بين 1966–1969.
- عميد جوي فيليبا مارشال، في الفترة ما بين 1969–1973.
- عميد جوي مولي ألوت، في الفترة ما بين 1973–1976.
- عميد جوي جوي تامبلين، في الفترة ما بين 1976–1980.
- عميد جوي هيلين رينتون، في الفترة ما بين 1980–1986.
- عميد جوي شيرلي جونز، في الفترة ما بين 1986–1989.
- عميد جوي روث مونتاج، في الفترة ما بين 1989–1994.

## وصلات خارجية
- الموقع الرسمي سلاح الجو الملكي
- سجلات للنساء اللائي انضمن إلى سلاح الجو الملكي في الفترة ما بين 1914-1919.